# Suniti Solomon
Suniti Solomon (ur. 1939 lub 1940 w Ćennaj, zm. 28 lipca 2015 tamże) – indyjska badaczka.

## Życiorys
Była profesorem mikrobiologii na Madras Medical College, a w 1986 roku odkryła pierwszy przypadek AIDS w Indiach. W 1993 roku założyła instytut medyczny Gaitonde Centre nad badaniami AIDS. W 2009 roku Ministerstwo Nauki i Technologii przyznało jej nagrodę National Women Bio-scientist Award. W 2012 roku otrzymała Lifetime Achievement Award za pionierskie badania nad HIV / AIDS, przyznaną przez państwowy Uniwersytet Medyczny w Ćennaj. Otrzymała tytuł doctora honoris causa na Uniwersytecie Browna, a w 2006 roku nagrodę Mother Teresa Memorial Award za rozwój edukacji i zasługi humanitarne. Zmarła 28 lipca 2015 na raka wątroby.